# エイエイGO!
『エイエイGO!』（ -ゴー）は、2015年4月から2019年3月までNHK教育テレビ（Eテレ）で放送されたレベルA1（ヨーロッパ言語共通参照枠）の英語教育番組である。メンバーは宇宙船AA号で宇宙を旅しているという設定で、旅行の過程で中学生レベルの基本的な英語表現など様々な英語の基礎を学んでいく。
2019年3月30日放送終了。

## 2015年4月〜2016年3月
- 放送時間
  - 午後6時30分〜午後6時50分（日曜日）
  - 午前6時00分〜午前6時20分（翌週月曜日）
  - 午前11時00分〜午前11時20分（翌週土曜日）
- 出演者
  - 高山芳樹（東京学芸大学教授）- 講師
  - 陣内智則（お笑い芸人）- ジンナイ（リーダー）
  - 志尊淳（俳優）- ジュン[1]
  - 小林きなこ（女優）- キナコ
  - アナンダ・ジェイコブズ（女優、アーティスト）- ルーシー（アンドロイド）
- テキスト発売
  - 毎月18日
  - 税込み454円

## 2016年4月〜2017年3月
- 放送時間
  - 午後6時30分〜午後6時50分（日曜日）
  - 午前5時30分〜午前5時50分（翌週月曜日）
  - 午前11時00分〜午前11時20分（翌週土曜日）
- 出演者
  - 高山芳樹（東京学芸大学教授）- 講師
  - 陣内智則（お笑い芸人）- ジンナイ（リーダー）
  - 瀬戸利樹（俳優）- トシキ
  - 小林きなこ（女優）- キナコ
  - アナンダ・ジェイコブズ（女優、アーティスト）- ルーシー（アンドロイド）
  - カイル・カード（俳優）- ネイティブゲスト
- テキスト発売
  - 毎月18日
  - 税込み486円

## 2017年4月〜2018年3月
2015年度の再放送
- 放送時間
  - 午前11時00分〜午前11時20分（土曜日）
  - 午前5時30分〜午前5時50分（翌週月曜日）
- テキスト発売
  - 毎月18日
  - 税込み486円

## 2018年4月〜2019年3月
2016年度の再放送
- 放送時間
  - 午前10時30分〜午前10時50分（土曜日）
  - 午前5時30分〜午前5時50分（翌週月曜日）
- テキスト発売
  - 毎月18日
  - 税込み486円